# Amguema

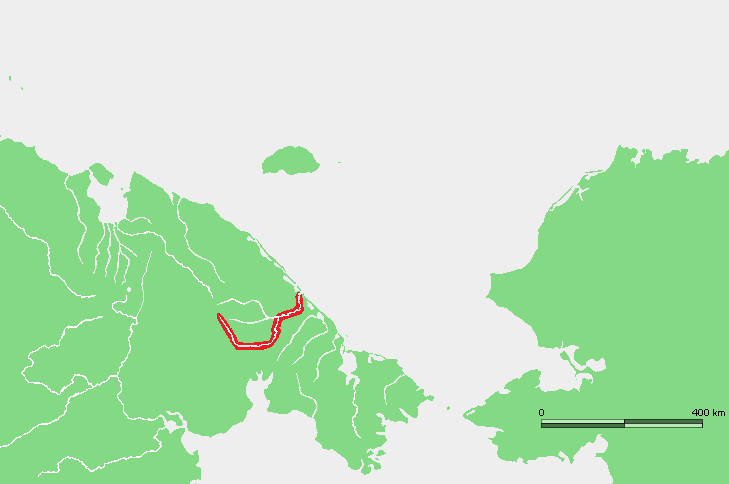
Vị trí dòng chảy sông Amguema

Amguema (tiếng Nga: Амгуэ́ма) là một dòng chảy tại Viễn Đông Siberia của Nga. Sông đổ vào biển Chukchi giữa Mũi Schmidt và Mũi Vankarem. Sông chảy trên lãnh thổ khu tự trị Chukotka.
Sông Chantalveergyn là một chi lưu tả ngạn của Amguema.
Trên thượng du của sông có thị trấn Amguema, tại đây có 600 người, hầu hết là người Chukchi sinh sống.